# Latrobe (Tasmania)
Latrobe è una città della Tasmania, in Australia; essa si trova 270 chilometri a nord di Hobart ed è la sede della Municipalità di Latrobe. Al censimento del 2006 contava 2.843 abitanti.